# نخالية وردية
النخالية الوردية (بالإنجليزية: Pityriasis rosea)‏ وتُعرف أيضاً باسم النخالية الوردية لجايبرت (pityriasis rosea Gibert) هي طفح جلدي حميد غير مُعدٍ يشفى تلقائياً، يتظاهر بآفة أولية أو تجمع آفات (بقعة الطليعة "herald patch") التي هي طبقة أولية يتبعها بعد أسبوع أو أسبوعين طفحٌ جلدي ثانوي مع توزيع نموذجي معمم لنحو 12 اسبوع (عادةً 6-8 أسابيع).

## الأعراض
- تسبق الحالة عادةً عدوى في الجهاز التنفسي العلوي في 69٪ من المرضى.
- ظهور بقعة وحيدة بطول 2 سم قد تصل إلى 10 سم في حالات نادرة، البقعة بيضاوية الشكل حمراء يُطلق عليها اسم «بقعة هيرالد الطليعيّة» تظهر عادةً على البطن وفي بعض الحالات في أماكن خفية لا ينتبه لها المريض مثل منطقة الإبط. قد تظهر «بقعة هيرالد» أيضاً في مجموعة من البقع البيضاوية الصغيرة، والتي قد تُشخص بشكلٍ خاطئ على أنها حب الشباب.
- بعد 7-14 أيام من ظهور البقعة الطليعيّة الأولى يظهر الكثير من البقع البيضاوية الصغيرة (5-10 ملم) الوردية اللون أو الحمراء المتقشرة على الجذع. في 6٪ من الحالات قد يحدث توزع معكوس للطفح الجلدي الذي يظهر غالباً على الأطراف. البقع البيضاوية تكون أكثر عدداً عموماً وتمتد على نطاق واسع عبر الصدر في البداية، وبعد فإن الخط الصدري في توزيع «شجرة عيد الميلاد» مميزة. قد تظهر بقع دائرية صغيرة على الظهر والرقبة بعد ذلك بعدة أيام. من غير المألوف أن تتشكل على الوجه، لكنها قد تظهر على الخدود أو في الشعر.
- حوالي واحد من كل أربعة أشخاص يعانون من حكة خفيفة وقد تكون هناك أعراض شديدة. (الحكة المعتدلة بسبب جفاف الجلد هي أكثر شيوعاً، وخاصةً إذا تم استخدام الصابون لتطهير المناطق المتضررة) الحكة غالباً ما تكون غير محددة، وتسوء إذا تم خدش الجلد.
- قد تكون الحالة مصحوبة بانخفاض درجة حرارة الجسم والصداع والغثيان والتعب. يمكن للأدوية أن تُساعد في التخفيف من هذه الأعراض.

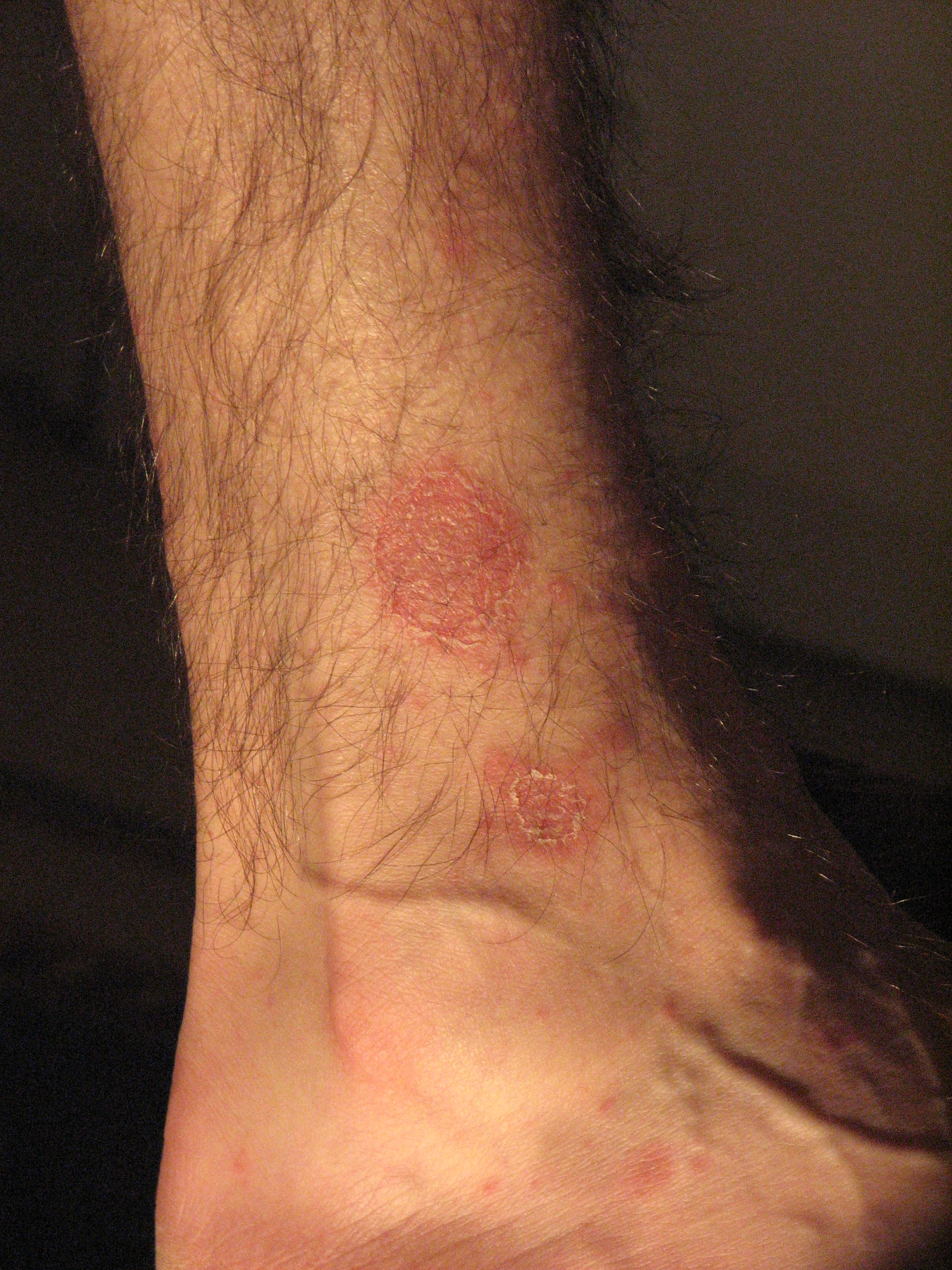
آفة هيرالد للنخاليه الورديه (الآفة الثانية فوق الكاحل، تقريباً في وسط اللوحة) صورت 21 يوما بعد الظهور الأولي. المريض كان عنده التهاب الحلق، الذي تم علاجه بالمضادات الحيوية القوية ولكن دون جدوى. الآفة ظهرت بعد أسبوع واحد تقريباً عند نهاية عدوي الطرق التنفسية العلوية

## العلاج
عادة لا تحتاج علاج. في معظم المرضى، الحالة لا تدوم إلا بضعة أسابيع، وفي بعض الحالات يمكن أن يستمر لمدة أطول (تصل إلى ستة أشهر). ينبغي استشارة طبيب، إذا كان لاستبعاد غيرها من الأعراض.
لا يحدث ندبات مع الطفح الجلدي، وينبغي تجنّب الحكة والهرش. وكذلك ينبغي تجنّب المهيجات مثل الصابون؛ والصابون الذي يحتوي على مرطبات يمكن أن يستخدم، مع ذلك، أي مرطب عامة يمكن أن يساعد على إدارة الجفاف الزائد.
في حالات الحكة الشديدة يُوصف الستيرويد موضعي أو عن طريق الفم. (الستيرويد بالفعل تقدم راحة من الحكة، وتحسن مظهر الطفح الجلدي، ولكن تتسبب أيضا في أن الجلد الجديد الذي يتكون (بعد انحسار الطفح الجلدي) يأخذ وقتا أطول ليتناسب مع لون البشرة المحيطة به).
العلاج بالأشعة فوق البنفسجية المدار عن طريق طبيب، أو التعرض البسيط لأشعة الشمس يساعد أيضا في بعض الحالات؛ ينبغي اتّخاذ احتياطات جديّة لتجنب حروق الشمس، وإن كان، لأن ذلك لن يؤدي إلا إلى تفاقم المشكلة.

## علم الوبائيات
الانتشار الشامل للنخالية الوردية في الولايات المتحدة يقدر ب 0.13 ٪ عند الرجال و 0.14 ٪ لدى النساء. وهو أكثر شيوعا أن يحدث في الأعمار بين 10 و 35.

## وصلات خارجية
- الأكاديمية الأمريكية للأمراض الجلدية -- النخالية الوردية.
- eMedicine.com -- النخالية الوردية.
- WebMD.com -- النخالية الوردية.
- HealthInPlainEnglish -- النخالية الوردية.
- http://www.aocd.org/skin/dermatologic_diseases/pityriasis_rosea.html النخالية الوردية نظرة عامة
- وصلات لصور النخالية الوردية (هاردن دكتوراه / جامعة أيوا)
- اذهب اسأل أليس مشورة الصحة من جامعة كولومبيا
- الكلية التقويميه الأمريكية للأمراض الجلدية